# 군북고등학교
군북고등학교(郡北高等學校)는 대한민국 경상남도 함안군 군북면 덕대리에 있는 사립 고등학교이다.

## 학교 연혁
- 1966년 3월 30일 : 군북고등학교 설립 인가
- 1992년 3월 1일 : 제4대 윤정숙 이사장 취임
- 2007년 3월 2일 : 기숙사 리모델링(백이학사 개관)
- 2010년 3월 1일 : 교과교실제 C형 운영
- 2010년 9월 1일 : 경상남도교육청 지정 자율학교(~2022.02.28.)
- 2013년 3월 1일 : 선진형 교과교실제 전환
- 2018년 3월 1일 : 교과중점학교(융합과학), 고교학점제 선도학교 운영(~2022.02.28.)
- 2019년 9월 1일 : 제14대 이희협 교장 취임
- 2021년 3월 2일 : 고교학점제 기반조성을 위한 학습카페 구축 지원 사업 선정
- 2023년 2월 8일 : 제55회 졸업식(40명) (누계 6,855명)
- 2023년 3월 2일 : 신입생 53명 입학

## 참고 자료
- 군북고등학교 - 한국교육학술정보원 학교알리미